# Chukwuma Akabueze
Chukwuma Akabueze, detto Bentley (Ilorin, 6 maggio 1989), è un calciatore nigeriano, attaccante svincolato.

## Carriera

### Club
Bentley iniziò la carriera in patria, con la maglia del Kwara United, con cui collezionò 9 reti in 18 apparizioni.
Nel 2007, fu acquistato dall'Odd Grenland, squadra norvegese militante nella Tippeligaen. Debuttò nella massima divisione norvegese in data 5 agosto, quando subentrò a Zbyněk Pospěch nel successo per due a zero sul Lyn, fornendo l'assist per la rete di Stefan Bärlin, che chiuse la partita. Nel match successivo, disputato contro l'Aalesund e perso per due a uno, Bentley siglò la prima marcatura in Norvegia. Al termine della Tippeligaen 2007, però, l'Odd Grenland retrocesse in Adeccoligaen.
Bentley contribuì comunque all'immediata promozione con 9 reti in 28 partite. Nelle due stagioni seguenti, entrambe nella Tippeligaen, siglò 15 marcature in 58 incontri.
Il 24 febbraio 2011 fu reso noto il suo passaggio al Brann. Il 22 febbraio 2013, si trasferì ai cinesi del Wuhan Zall. A gennaio 2014, rescisse il contratto che lo legava al club.
Il 20 marzo 2014 ha fatto ufficialmente ritorno all'Odd, a cui si è legato con un contratto triennale. Si è svincolato al termine del campionato 2016.
Il 29 gennaio 2017 è passato ufficialmente ai turchi del Boluspor.

### Nazionale
Bentley debuttò in nazionale nel corso del 2007: conta infatti 2 partite e una rete all'attivo per la Nigeria.
Partecipò anche al Mondiale Under-20 2007 con la sua selezione giovanile.

## Palmarès

### Club

#### Competizioni nazionali
- 1. divisjon: 1

Odd: 2008